# Catherine la Grande (livre)
Catherine la Grande est un livre par Henri Troyat (1977).
C'est la biographie de Catherine II de Russie.